# Callistus Eziukwu
Callistus Eziukwu (ur. 3 lipca 1985) – nigeryjski koszykarz, środkowy, aktualnie zawodnik klubu Nacional.
20 września 2017 został zawodnikiem urugwajskiego klubu Nacional.

## Osiągnięcia
Stan na 20 września 2017, na podstawie, o ile nie zaznaczono inaczej.
College
- Zawodnik Roku GLIAC (2008)[4]
- MVP turnieju NCAA Great Lakes Regional[5]
- Wybrany do I składu GLIAC North Division All-Conference (2008)[4]

Drużynowe
- Brązowy medalista mistrzostw Polski (2015)
- Zdobywca pucharu Estonii (2011)
- Uczestnik rozgrywek Eurocup (2013/14)
- 2–krotny uczestnik letniej ligi NBA z Philadelphia 76ers (2008, 2009)

Indywdiwualne
- MVP 25 rundy rozgrywek ligi greckiej (2012/13)[6]
- III piątka TBL według dziennikarzy (2015)[7]
- Obrońca Roku ligi estońskiej (2011)